# Friedrich Heinrich Roloff
Friedrich Heinrich Roloff (* 19. Mai 1830 in Badersleben; † 22. Dezember 1885 in Berlin) war ein deutscher Tierarzt und Hochschullehrer.

## Leben
Friedrich Heinrich Roloff wurde am 19. Mai 1830 in Badersleben als Sohn eines Mühlenbesitzers und Landwirts geboren. Nach dem Abitur in Halberstadt lernte er bei einem Hufschmied in Schlanstedt und studierte dann von 1847 bis 1851 an der Königl. Tierarzneischule in Berlin. Danach war er praktischer Tierarzt in seinem Heimatort, in Kalbe (Milde) und in Gröningen und dann von 1859 bis 1862 Kreistierarzt in Steinfurt und Tecklenburg sowie in Liebenwerda. In der folgenden Zeit wirkte er als Repetent und Assistent der Berliner Tierarzneischule und befasste sich mit Anatomie, Histologie und Pathologie. Auch besuchte er anatomische und pathologische Vorlesungen an der Humboldt-Universität zu Berlin.
Im Jahr 1865 verließ Roloff die Tierarzneischule und wurde Dozent am landwirtschaftlichen Institut der Universität Halle, außerdem wurde er Kreistierarzt ebenda. Ebenfalls in diesem Jahr wurde er an der Universität Göttingen zum Doktor der Philosophie promoviert. Ende 1866 schließlich stellte ihn die Universität Halle als außerordentlichen Professor ein. 1873 wurde er noch Departementtierarzt zu Merseburg. Eine Rinderpest war 1870 und 1871 ausgebrochen, während der Roloff als Sachverständiger wirkte. Als Professor für Tiermedizin machte er sich auch einen Namen, verließ die Universität aber 1876.
In diesem Jahr zog Roloff nach Berlin um und wirkte fortan als Regierungsrat, war seitdem ordentliches Mitglied des Kaiserlichen Gesundheitsamts, Mitglied der technischen Deputation für Tiermedizin und fungierte ab 1877 auch als Departementstierarzt zu Potsdam. Zuvor hatte er bereits Berufungen an andere Tierarzneischulen bzw. landwirtschaftliche Institute erhalten, die er aber nicht einlöste. Ab 1878 leitete er die Tierarzneischule in Berlin. Dabei ließ er neue Labore und das pathologische Institut errichten und stellte qualifizierte neue Lehrer ein. Mit diesen Taten hatte er sich um die Schule besonders verdient gemacht.
Leiter der Tierarzneischule blieb Roloff bis zu seinem Tode am 22. Dezember 1885 in Berlin im Alter von 55 Jahren. Er wurde im ersten Krematorium Deutschlands in Gotha eingeäschert, seine Urne im dortigen Kolumbarium und 1896 in einer eigenen Erbbegräbnisstätte beigesetzt.

## Wirken
Roloff war ein pflichtbewusster Lehrer und Wissenschaftler. Durch seine Lehre verbesserte er die theoretische als auch die praktische Ausbildung junger Tierärzte. In seinen Vorträgen spiegelten sich Sachlichkeit sowie Klarheit wider. Auch leistete er Bedeutendes in der gerichtlichen Tiermedizin. Als Mitglied des Reichsgesundheitsamtes beriet er für das Nahrungsmittelgesetz und das Reichsgesetz, wobei es in vorbereitenden Beratungen um Maßnahmen gegen Tierseuchen ging. Er verfasste Werke, die sich mit der Ausbreitung der Rinderseuche sowie mit dem Rinderpestgesetz befassten. In diesen Werken hat er sich klar ausgedrückt und überzeugende Argumente vorgebracht, womit man ihm Erfahrung zuschrieb. Roloff verfasste darüber hinaus kleinere Arbeiten für das Magazin für die gesammte Thierheilkunde, für das Archiv für wissenschaftliche und praktische Thierheilkunde (hier war er 1879–1885 Mitherausgeber) und für das Archiv für pathologische Anatomie.

## Werke
- Über den Instinkt der Thiere und dessen Bedeutung für die Diaetetik (Halle 1865; Dissertation, Universität Göttingen)
- Ueber Impfung der Lungenseuche (Berlin 1868)
- Beurtheilungslehre des Pferdes und des Zugochsen (Halle 1870)
- Die Rinderpest (Halle 1871)
- Die Schwindsucht der Schweine (Berlin 1875)
- Der Milzbrand, seine Entstehung und Bekämpfung (Berlin 1883)
- Thierärztliche Gutachten, Berichte und Protokolle (Berlin 1885)

## Ehrungen
- 1871 Inhaber des Ritterkreuzes 1. Klasse des Herzoglich Anhaltischen Hausordens Albrecht des Bären
- 1878 Geheimer Medizinalrat
- Korrespondierendes Mitglied der Belgischen Akademie der Medizin
- Ehrenmitglied des Veterinärinstituts in Dorpat, Gouvernement Livland, Zarenreich Russland
- Ehrenmitglied des Royal College of Veterinary Surgeons in London
- Ehrenmitglied der tierärztlichen Vereine für die Provinz Brandenburg und Elsass-Lothringen, des Vereins der praktischen Ärzte in Halle und der Oberhessischen Gesellschaft für Natur- und Heilkunde
- Inhaber des Preußischen Roten Adlerordens